# Pia Klemp
Pia Klemp (Bonn, 1983) és una biòloga, navegant i activista política pels drets humans alemanya.
Se la coneix per haver capitanejat les embarcacions de salvament Iuventa i Sea Watch 3. L'agost de 2017, les autoritats italianes retingueren el Iuventa (també escrit Juventa) al port de Lampedusa. L'Estat italià, i més concretament la fiscalia de Trapani, volgué iniciar un procés penal contra Klemp i altres socorristes marítims per aquesta activitats de rescat, sota l'acusació de presumpte socors i ajuda a la immigració il·legal. L'acusació eleva la condemna a 20 anys de presó o una multa de 15.000 euros per persona rescatada. Segons Klemp, Iuventa salvà a 14.000 persones en greus dificultats en un any.
Un equip d'Oceanografia Forense i Arquitectura Forense de la Goldsmiths, Universitat de Londres afirmà que, després d'haver comparat les denúncies amb totes les dades disponibles, arribaren a la conclusió que les acusacions contra la tripulació del Iuventa eren equivocades.

## Vida i educació
Klemp estudià Biologia i treballà en projectes de conservació de la natura a Indonèsia. Durant sis anys treballà per a l'organització de conservació marina Sea Shepherd. En fer-ho, passà per les etapes més importants a bord d'un vaixell fins que arribà al grau de capitana. A partir de 2015 participà en el rescat de refugiats al Mar Mediterrani.

## Premis
- Premi Clara Zetkin de les dones, atorgat pel partit alemany L'Esquerra el març de 2019.[2]
- Premi Paul Grüninger (Iuventa-Crew)[9]